# Forte di Eben-Emael
Il forte di Eben-Emael del Belgio è situato tra Liegi e Maastricht, nei pressi del canale Alberto al confine con i Paesi Bassi.
Costruito nel 1932-1935, la sua funzione era quella di proteggere il confine belga da un attacco tedesco condotto dal vicino confine olandese. Considerato imprendibile, il 10 maggio 1940, durante l'invasione tedesca del Belgio, venne assaltato da un gruppo di ottantadue paracadutisti tedeschi decollati da Colonia con undici alianti tipo DFS 230, rinforzati il giorno successivo da altri loro commilitoni che determinarono la resa della guarnigione belga.

## Genesi: le postazioni fortificate di Liegi
Potenza alleata vincitrice della prima guerra mondiale, il 7 settembre 1920 il Belgio siglò un patto difensivo con la Francia. A favore di una forte difesa statica disposta lungo i confini si disse il capo di stato maggiore generale, tenente generale Henry Victor Maglinse, mentre altri alti ufficiali e politici si dichiararono favorevoli a una difesa mobile, ritirandosi all'occorrenza fino alla Schelda dove sarebbero entrati in gioco gli alleati francesi. Alla fine si giunse a un compromesso e il 18 ottobre 1926 il tenente generale Emile Galet, nuovo capo di stato maggiore generale, propose al ministro della difesa Charles de Broqueville di creare una commissione allo scopo di ricostruire le difese che erano andate largamente distrutte durante la guerra. La commissione, dopo le dovute indagini, pubblicò il suo rapporto il 24 febbraio 1927 raccomandando di ricostruire le strutture difensive attorno Liegi, vicino al confine con i Paesi Bassi.
A questa commissione ne seguì un'altra istituita il 21 marzo 1927, che per la prima volta fece riferimento a quello che sarebbe diventato il forte di Eben-Emael il 24 gennaio 1928, quando in un suo rapporto interno stabilì che tutte le linee di comunicazione convergenti, in entrata e in uscita da Maastricht, sarebbero dovute essere state sotto un permanente fuoco difensivo di artiglieria. La decisione, che prevedeva anche la ristrutturazione dei forti attorno Liegi e Namur, venne ratificata dalla commissione il 7 gennaio 1929 e il 14 maggio seguente vennero date disposizioni affinché si procedesse alla modernizzazione dei sei forti di Liegi situati sulla riva orientale della Mosa. Il 10 dicembre 1930 la commissione presentò i propri studi al governo e di conseguenza, l'11 e 12 marzo 1931, al parlamento, suggerendo di continuare la ristrutturazione e modernizzazione dei forti attorno Liegi, Namur e Anversa, insieme alla costruzione di un nuovo forte vicino al villaggio di Eben-Emael (città di Bassenge) e a lavori di fortificazione attorno Gand. In realtà il primo documento noto che parla specificatamente del forte di Eben-Emael è un rapporto segreto del Deuxième Bureau (uno dei servizi segreti francesi) datato 12 giugno 1929 che parla dei piani dei belgi per costruire un forte a nord di Liegi, nell'area di Visé.
Tra i politici, quelli che più di tutti criticarono i lavori della commissione erano quelli provenienti dalla Vallonia, il cui confine con il Lussemburgo rimaneva virtualmente indifeso. Li guidava il liberale Albert Devèze. Nonostante questa opposizione il 21 aprile 1931 il re Alberto I promulgò un decreto che modernizzava e aumentava il numero dei forti di Liegi, tra cui sarebbe sorto appunto il forte di Eben-Emael; abbandonava l'idea di costruire nuove fortificazioni ad Anversa e Gand e, infine, istituiva una nuova unità nell'esercito, i Cacciatori delle Ardenne, con il compito specifico di difendere l'omonima regione al confine con il Lussemburgo.
I lavori a Eben-Emael cominciarono il 1º aprile 1932 e terminarono nel 1935 quando il forte venne dichiarato operativo; modifiche e migliorie continuarono però fino al 1940. I lavori vennero supervisionati da Jean Mercier del genio militare. Compito della struttura, oltre a difendere le vie d'accesso utilizzate dai tedeschi durante l'invasione del 1914, era quello di sorvegliare i ponti sopra il nuovo canale Alberto che univano il Belgio ai Paesi Bassi.

## Descrizione

### Localizzazione

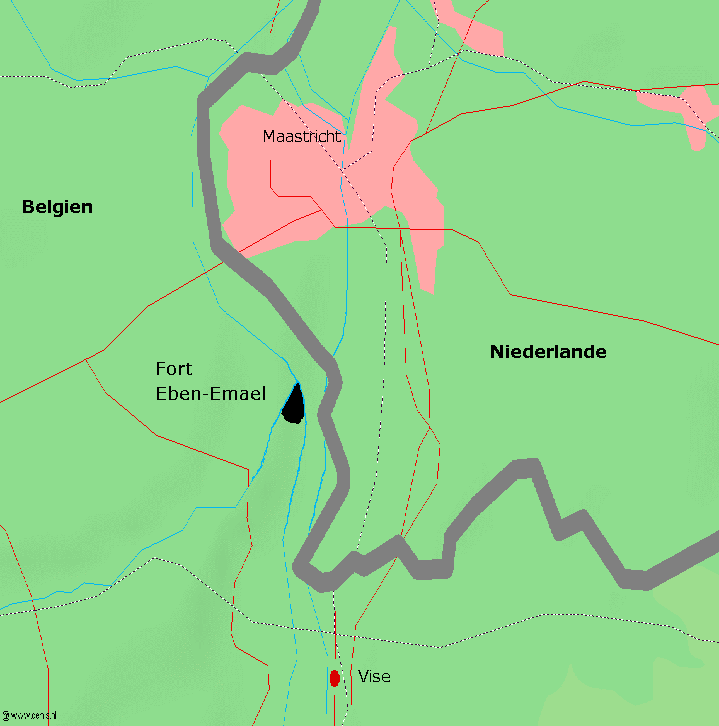
Mappa dell'area tra Belgio e Olanda vicino al Forte di Eben-Emael

La fortezza venne eretta lungo il canale Alberto, dove questo piega verso sud affiancando il corso della Mosa, lungo il confine Belgio-Paesi Bassi. Liegi dista 20 km a sud-ovest e Maastricht 10 km a nord. Progettato a forma di diamante, da nord a sud era lungo circa 900 m e largo 700, per un'area complessiva pari a circa 26,71 ettari, di cui 16,19 situati al livello del mare dove vennero installate le armi principali. A nord-est la fortezza era protetta dal vicino Monte Saint Peter, a ovest il terreno poteva essere allagato con le acque del fiume Geer e a sud venne scavato un fossato anticarro lungo 450 m e largo 10, anch'esso allagabile in caso di pericolo. Tutto il perimetro era poi protetto, oltre che ovviamente dal fuoco proveniente dai bunker, da un ulteriore fossato anticarro largo 10 m e profondo 4, filo spinato e ostacoli anticarro in acciaio.
Quello di Eben-Emael era il più settentrionale e il più grande dei nuovi quattro forti costruiti dal Belgio negli anni trenta. Più a sud, in ordine, c'erano i forti di Aubin-Neufchâteau, Battice e Tancrémont.

### Punti chiave delle difese

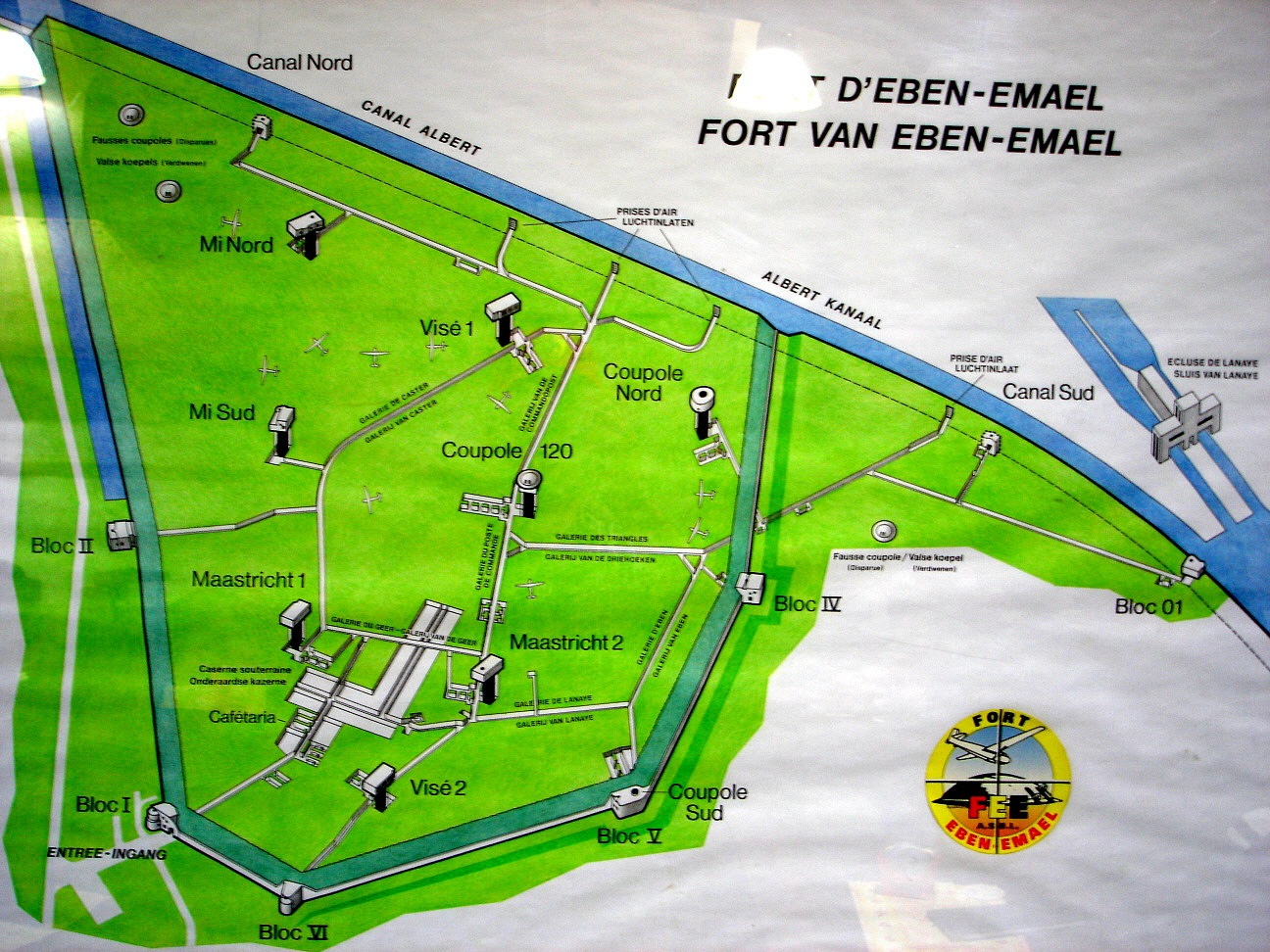
Mappa del forte

Il forte di Eben-Emael comprendeva alcune postazioni fortificate note come "blocchi" piazzate nei punti strategici del perimetro.
Il Blocco 1 si trovava nell'angolo sud-occidentale della fortezza e rappresentava l'ingresso principale di Eben-Emael, sbarrato da un pesante cancello a cui si accedeva dopo essere passati su un ponte levatoio di legno sopra un fosso profondo 4 m. L'armamento difensivo era costituito, oltre che da proiettori, da tre mitragliatrici e due cannoni anticarro da 60 mm che all'occorrenza potevano essere supportati dalle artiglierie dei blocchi 2 e 6, inoltre erano state costruite nei muri speciali feritoie per lanciare le granate all'esterno. La cupola della casamatta fungeva da postazione di osservazione. Il personale impiegato in questo blocco comprendeva cinque sottufficiali e ventitré soldati di truppa.
Circa 200 m a nord del Blocco 1 c'era il Blocco 2, sul fianco occidentale del forte. Anche qui c'erano dei fari per illuminare la notte e anche qui l'armamento consisteva in tre mitragliatrici e due cannoni anticarro, così come era identica al Blocco 1 la funzione della cupola. I quattro sottufficiali e ventidue soldati di questo blocco disponevano inoltre di una porta per effettuare delle sortite contro gli attaccanti.
Benché pianificato, non venne mai costruito nessun Blocco 3. Al suo posto vennero edificate lungo la riva del canale Alberto due strutture alte ognuna due piani, distanti 800 m l'una dall'altra e perciò in grado di supportarsi a vicenda con il tiro delle artiglierie. Il Canal Nord e il Canal Sud, così erano note queste costruzioni, disponevano ciascuna di fari, di un cannone anticarro da 60 mm, di tre mitragliatrici e di feritoie per granate Mills. Le cupole per l'osservazione incorporavano feritoie e un cannone per proietti illuminanti. Sia il Canal nord che il Sud erano presidiati da tre sottufficiali e diciassette soldati.
Il Blocco 4 era situato nel lato sud-orientale e, oltre alla solita cupola per l'osservazione, disponeva di due cannoni anticarro, due mitragliatrici e due fari. Il personale di stanza in questo Blocco era di 4 sottufficiali e ventidue soldati. Nell'angolo sud-orientale si trovava invece il Blocco 5, armato con un cannone anticarro da 60 mm che poteva sparare solo verso il Blocco 6, due mitragliatrici e fari. Diversamente dagli altri blocchi, tuttavia, la cupola del Blocco 5 (Coupole Sud) poteva essere alzata o abbassata a discrezione dei tre sottufficiali e quattordici soldati che montavano la guardia alla struttura. Il sesto e ultimo blocco poteva tenere sotto tiro solamente il terreno verso il Blocco 1. La cupola di cui era dotato aveva una corazza spessa 20 cm, pesava 6.700 kg, era alta 150 cm e aveva un diametro interno di 80 cm che offriva spazio a un singolo osservatore. I due cannoni anticarro da 60 mm, i fari e le due mitragliatrici erano maneggiate da tre sottufficiali e diciassette soldati di truppa.

### Batterie di artiglieria
I vari blocchi che circondavano Eben-Emael lo rendevano pericoloso da attaccare da qualsiasi direzione, ma erano le batterie di artiglieria che dominavano il territorio circostante a renderlo strategicamente rilevante. Gli obiettivi primari del forte erano i tre ponti sul canale Alberto che collegavano il Belgio alla città olandese di Maastricht: per coprirli, vennero costruite due casematte, note come Maastricht 1 e Maastricht 2, ognuna con tre cannoni da 75 mm; in aggiunta, Maastricht 2 aveva anche una cupola corazzata per l'osservazione; i cannoni avevano un campo di tiro di 70°, un'elevazione che andava dai -5 ai 37°, un raggio di 11 km e un rateo di fuoco di dieci colpi al minuto. Due simili casematte coprivano a sud la città di Visé con i suoi ponti sulla Mosa. Erano chiamate Visé 1 e Visé 2.
Ognuna di queste casematte aveva due piani e una guarnigione di cinque sottufficiali e ventotto soldati di truppa, eccezione fatta per Maastricht 2 che aveva tre uomini aggiuntivi per presidiare la cupola d'osservazione. I cannoni erano posizionati nel piano superiore assieme alle postazioni per gli addetti al controllo del tiro (gli artiglieri all'interno infatti avevano una visuale limitata e facevano affidamento su coordinate precalcolate verso gli obiettivi da distruggere). Al piano inferiore trovavano posto le munizioni con relativo sistema di trasporto al piano superiore. I muri di calcestruzzo spessi quasi 2,75 m rendevano queste installazioni impenetrabili a qualsiasi bomba aerea e a colpi d'artiglieria di calibro fino a 22 cm.
Oltre a queste postazioni concepite per colpire esclusivamente i ponti a nord e a sud del forte, ve ne erano delle altre per neutralizzare obiettivi d'opportunità. Due di queste erano cupole corazzate a scomparsa armate con un cannone binato da 75 mm, note come Coupole Nord e Coupole Sud, quest'ultima localizzata sulla sommità del Blocco 5. Entrambe le cupole erano attrezzate per resistere ai gas, potevano ruotare di 360° e per sparare si alzavano di 55 cm dal terreno, tornando a "scomparire" una volta finita la missione di fuoco grazie a un motore elettrico o a un sistema manuale in caso di guasto. Quattro soldati fungevano da caricatori (due per bocca di fuoco) e uno osservava dal periscopio e riceveva gli ordini dalle cuffie. I belgi svilupparono per queste cupole un nuovo cannone, l'FRC Modèle 1934 da 75 mm con un'elevazione dai -8° ai +38°, un raggio di tiro di 10 km e un rateo di fuoco massimo di venticinque colpi al minuto. I proietti impiegabili potevano essere ad alto esplosivo o shrapnel. Come per le batterie Maastricht e Visé, anche in questo caso c'era un ascensore che trasportava le munizioni dal piano intermedio a quello superiore. Più sotto si trovava la stanza che ospitava il motore elettrico e, sotto di questa, il magazzino principale delle munizioni. Il fatto che le due cupole potessero attaccare obiettivi anche all'interno del forte evidenzia la lungimiranza dei progettisti belgi. A questo serviva infatti anche la mitragliatrice della Coupole Nord.
Questo concetto di poter spazzare con le mitragliatrici la zona sopraelevata del forte era rafforzato dalle due postazioni denominate "Mi-Nord" e "Mi-Sud", da mitrailleuse, mitragliatrice per l'appunto. Mi-Nord, nella porzione nord-ovest di Eben-Emael, poteva coprire tutto il terreno verso sud; dotata di una cupola corazzata per l'osservazione, era collegata a Visé 1 e a Mi-Sud 1 un terrapieno che aveva la funzione di ostacolare la visuale da eventuali osservatori appostati sul vicino e più alto Monte Saint Peter; l'armamento era costituito da quattro mitragliatrici, una delle quali puntava verso nord, guardando il canale Alberto, e un'altra a protezione dell'entrata alla postazione. I fari erano due, mentre nella Mi-Sud erano tre, per il resto identica a Mi-Nord tranne per la cupola corazzata, che non era presente. Oltre ai tre soldati necessari per presidiare la cupola, Mi-Nord contava tre sottufficiali e dodici soldati, Mi-Sud tre sottufficiali e undici soldati.

## La conquista da parte dei tedeschi

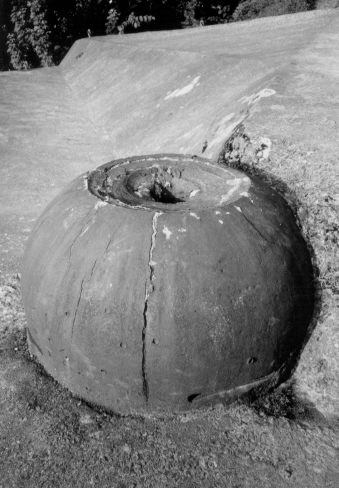
Cupola del Forte di Eben-Emael penetrato da una "carica cava"

I tedeschi ne avevano pianificato la conquista con largo anticipo. Nel 1939 avevano costruito una copia identica nella Cecoslovacchia occupata, per testare diversi piani d'attacco da parte della Wehrmacht. Adolf Hitler stesso concepì un piano per conquistare il forte usando degli uomini trasportati da alianti (sarebbe stato difficile e foriero di confusione paracadutare un gran numero di uomini in un'area così ridotta) e utilizzando i nuovi esplosivi a "carica cava" per penetrare nelle torrette.
Un buon servizio di spionaggio e un'attenta pianificazione, combinate alla sfortuna e all'impreparazione belga, aiutarono il 10 maggio 1940 a rendere l'esecuzione del piano segreto di Hitler un rapido e schiacciante successo. La cattura di Eben-Emael venne operata per la prima volta nella storia mediante l'uso di alianti e di cariche cave per smantellare le fortificazioni nemiche. Gli alianti comandati dall'Oberleutnant Rudolf Witzig atterrarono sul "tetto" della fortezza. I pionieri paracadutisti furono in grado di distruggere o mettere fuori servizio le torrette dei cannoni e usarono i lanciafiamme contro le mitragliatrici. I belgi distrussero solo un ponte, impedendone l'uso ai tedeschi ma anche impedendo l'intervento dei soccorsi. Gli ultimi difensori si arresero il mattino dopo all'arrivo delle avanguardie della VI armata di Walter von Reichenau.
Successivamente, i britannici usarono gli alianti per catturare il ponte grande di Siracusa all'inizio dell'operazione Husky ed il ponte Pegasus nell'attacco di apertura del D-Day.
Dopo la cattura venne valutata la possibilità di usare il forte come fabbrica sotterranea dei razzi V1.
Il forte di Eben-Emael è ora aperto al pubblico per le visite.